# هليفاخا
هليفاخا (Глеваха) هي بلدة من النمط المدني في محافظة كييف في أوكرانيا.